# Venstreorienterede internationaler
En internationale er en international sammenslutning af politiske og faglige organisationer. Herunder er vist en liste af socialistiske, kommunistiske og anarkistiske internationaler. 

## Historiske internationaler
- Kommunisternes Forbund, oprettet i 1847 fra de Retfærdiges Forbund
- Den Internationale Arbejderassociation (Første Internationale)
- Anarchist St. Imier International 1872 – 1877 (anarkistisk)
- International Working People's Association 1881 – 1887 (anarkistisk)
- Anden Internationale
- Wiener-internationalen (2½ Internationale) 1921-1923
- Komintern (Tredje Internationale), 1919-1943
- Socialistisk Arbejderinternationale 1923-1940
- London Bureauet 1932-(1940'erne?)
- Fjerde Internationale 1938-omstridt
- Situationistisk Internationale 1957-1971
- Black Bridge International 2001 – 2004 (anarkistisk)
- International Libertarian Solidarity 2001 – 2005 (anarkistisk)

## Eksisterende internationaler

### Eksisterende kommunistiske/socialistiske internationaler
- International Communist Current (venstrekommunistisk)
- Internationale Konference af Marxistisk-Leninistiske Partier og Organisationer (hoxhaistisk)
- International Leninist Current (leninistisk)
- Genforenede Fjerde Internationale (trotskistisk)
- Revolutionary Internationalist Movement (maoistisk)
- Socialistisk Internationale (socialdemokratisk)
- World Socialist Movement (marxistisk, anti-Leninistisk)
- International Marxistisk Tendens (marxistisk, trotskistisk)
- Youth for International Socialism (marxistisk, trotskistisk)

### Eksisterende anarkistiske internationaler
- Anarkismo (anarkistisk)[1]
- International of Anarchist Federations (anarkistisk)
- International Workers Association (anarko-syndikalisme)
- International Union of Anarchists (anarkistisk)

## Foreslåede fremtidige internationaler
- Femte Internationale